# Elaiussa Sébasté
Elaiussa Sebaste ou Elaeousa Sebaste (grec moderne : Ελαιούσα Σεβαστή) était une ancienne ville romaine fondée au IIe siècle av. J.-C. près de Mersin en Cilicie sur la côte sud de l'Anatolie dans la province de Mersin en Turquie.
Dérivée du mot elaion (ἔλαιον), signifiant huile en grec, la ville est connue pour sa culture des olives et elle est située sur une petite île attachée au continent par un isthme étroit dans la mer Méditerranée.

## Histoire
Colonie du roi de Archelaos de Cappadoce , elle est connue pour sa culture des olives, qui a joué un rôle important dans le développement de la ville pendant le règne de l'empereur romain Auguste fondant une nouvelle ville sur l'isthme. Archelaos l'a appelée Sébasté, qui est le mot grec équivalent du latin d'Augusta. L'empereur romain Vespasien décide de purger la Cilicie des pirates en 74 apr. J.-C. permettant à la ville d'entrer dans un âge d'or. A la fin du IIIe siècle en grande partie en raison des incursions du roi sassanide Shapur I en 260 et plus tard par les Isauriens, son importance a commencé à décliner. Les sources anciennes racontent l'histoire de l'existence de la ville et comment les églises et les basiliques ont survécu jusqu'à la fin des périodes romaine et byzantine. Lorsque son voisin Corycus a commencé à prospérer au VIe siècle, Elaiussa Sebaste a été lentement effacée de la scène de l'histoire.

## Fouilles archéologiques

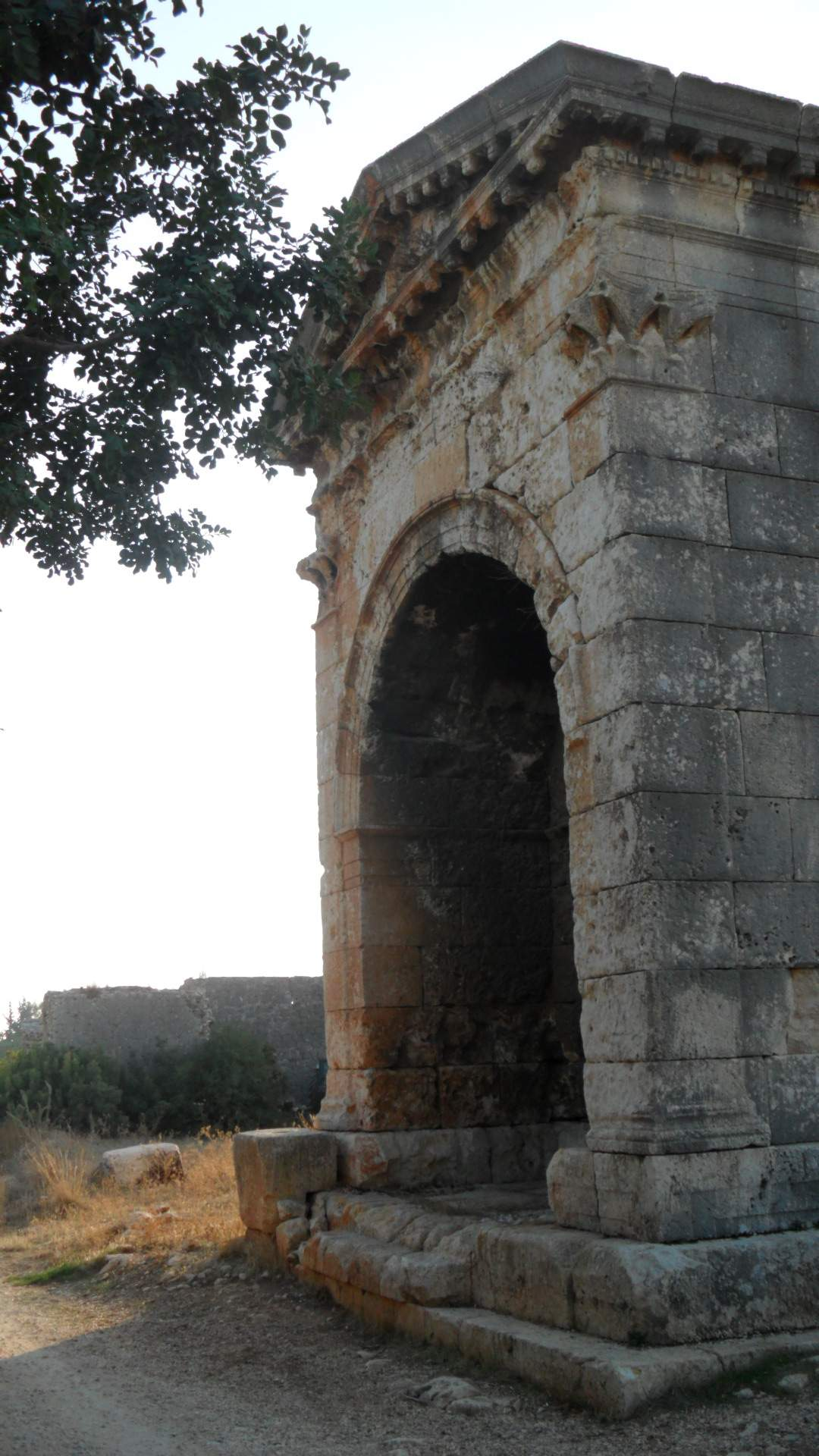
Un bâtiment sur la rue principale de la ville (à l'est du théâtre)

Des fouilles archéologiques ont été réalisées en 1995 sous la direction de l'archéologue italienne Eugenia Equini Schneider, découvrant la ville portuaire ensevelie sous le sable qui disposait d'un bain, d'une citerne, d'un mur de défense et d'un brise-lames qui restent visibles sur le côté surplombant la baie ouest de la péninsule. Les plus importants mis au jour dans la ville sont des mosaïques pavées au sol et une petite basilique sur une base circulaire.
Un théâtre datant du IIe siècle a été mis au jour. Il s'agite d'une petite structure avec 23 rangées de sièges, dont les marches et les décorations ont succombé à des siècles de pillage. À côté du théâtre se trouve l'agora, construite probablement pendant la période impériale avec une entrée qui est entourée d'un mur de défense semi-détruit d'où s'élevaient autrefois deux fontaines monumentales en forme de lions. À l'intérieur de l'agora se dresse une grande église recouverte de sable au sol pour protéger le pavé en mosaïque. Le seul temple d'Elaiussa est situé à l'extérieur de la ville sur une colline surplombant la mer. Seules 2 des colonnes corinthiennes de ce temple, qui  à l'origine en avaient 12 sur le côté long et 6 sur le côté court, sont encore debout. Un grand complexe thermal parmi les citronniers entre le temple et l'agora a été construit selon une technique caractéristique de la période romaine antique et peu utilisée en Anatolie.

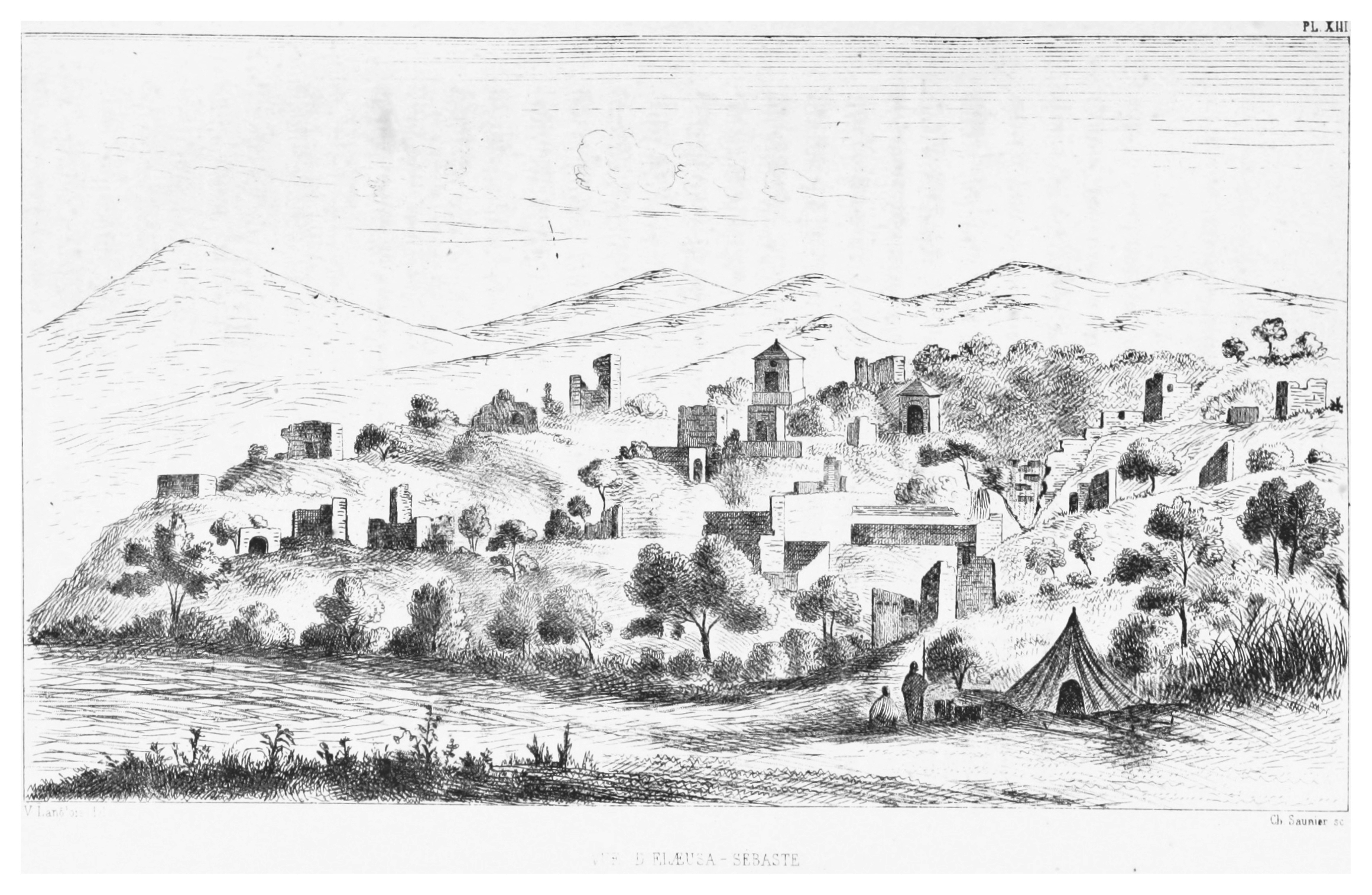
Ruines et village turc (1860)

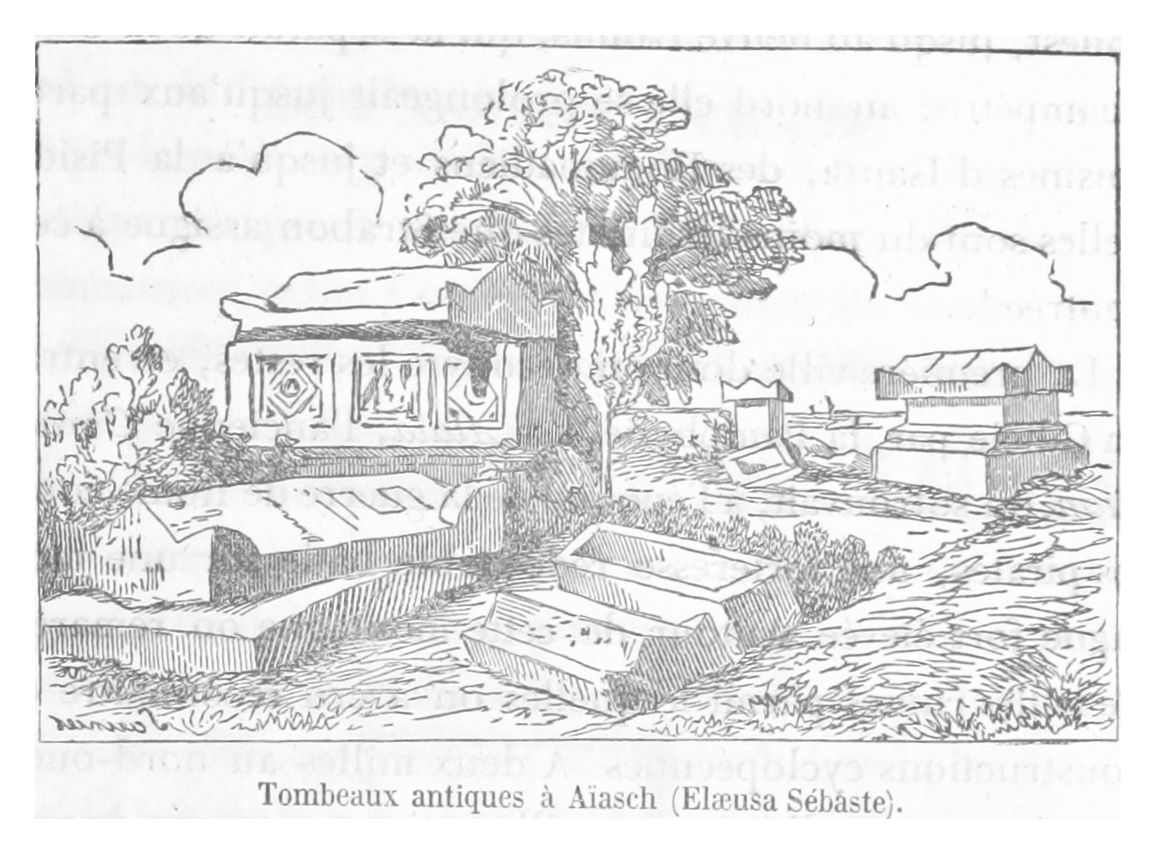
Tombe de la princesse

Une nécropole a été découverte dans les ruines d'Elaiussa Sébasté et son cimetière sur l'Avenue des Graves, située au nord de la ville, conserve près d'une centaine de tombes aux formes esthétiques remarquables , de formes et de tailles diverses, disséminées parmi les citronniers. .
Les anciens aqueducs qui transportaient l'eau jusqu'aux ruines de la rivière Lamos («Citron») ornent également les deux entrées de la ville. L'aqueduc à l'ouest de la ville est en relativement bon état. Autrefois, ces aqueducs formaient un système de canaux qui allait jusqu'à Corycus.
Un sarcophage a été trouvé sur une petite élévation en face de l'aqueduc. Connu sous le nom de «  Tombe de la princesse », ce sarcophage est un exemple de la tradition des tombes anatoliennes.